# Mauro di Piacenza
Mauro (... – 13 settembre 449) fu il terzo vescovo di Piacenza dal 420 al 449 ed è venerato come santo dalla chiesa cattolica.

## Biografia
Visse nella prima metà del V secolo, succedendo a San Savino nel 420 come terzo vescovo di Piacenza. Molto scarse sono le notizie su di lui, morì probabilmente il 13 settembre 449, ed è sepolto nella basilica di San Savino insieme al santo omonimo, del quale volle la canonizzazione.
Ci sono pervenute però diverse immagini di San Mauro: un bassorilievo posto nella chiesa di San Savino; un medaglione dipinto da Gaetano Collani, che lo raffigura insieme ad altri santi della chiesa piacentina, conservato nel palazzo vescovile; un tondo a olio su zinco, realizzato nel 1888 da Enrico Prati, posto nella cappella del seminario; un affresco del 1903 di Eugenio Cisterna, custodito nel duomo della città; e infine un'immagine del 1914, opera di Luigi Morgari, presente nella volta della chiesa di san Savino. È ricordato il 26 ottobre insieme ai santi vescovi della chiesa piacentina.